# Paulo Ramos (futebolista)
Paulo Rafael de Oliveira Ramos (Goiânia, 30 de julho de 1985 — Inhumas, 1º de setembro de 2009) foi um futebolista brasileiro que atuou como meia.
Jogou pelo Vila Nova, Grêmio e Juventude.

## Carreira
Paulo Ramos começou sua carreira profissional no Vila Nova, em 2005. Neste mesmo ano, após se destacar na Copa São Paulo de Futebol Júnior, foi trazido por empréstimo ao Grêmio, junto com o atacante Pedro Júnior, por 1 milhão de dólares.
Em 2005, Paulo Ramos foi reserva do time gaúcho na maior parte do tempo. Em 2006, o jogador chegou a ser titular da equipe, mas a condição não durou muito tempo.
No início de 2007, Paulo Ramos foi emprestado ao Juventude. Por este clube, foi vice-campeão do Campeonato Gaúcho. Na metade de 2007, ele teve seu empréstimo acabado e voltou para o Vila Nova, onde jogou somente até março de 2008, por problemas de saúde.

## Morte
No dia 1º de setembro de 2009, Paulo Ramos, afastado precocemente do futebol profissional por causa do agravamento de uma arritmia cardíaca, morreu na noite de terça-feira justamente por causa de problemas no coração. Segundo o jornal Diário da Manhã, o meia de 24 anos participava de um jogo com amigos num campo particular em Inhumas, na Grande Goiânia, quando sentiu-se mal.
Paulo Ramos foi levado a um hospital onde, segundo os médicos, chegou ainda com vida mas não resistiu. O atleta teve sua arritmia cardíaca descoberta no Grêmio em 2006 e passou a realizar exames médicos a cada três meses. No entanto, no fim de março de 2008, quando estava no Vila Nova, foi afastado devido ao agravamento de seu problema e não voltou mais a jogar profissionalmente.

## Títulos
Vila Nova
- Campeonato Goiano: 2005

Grêmio
- Campeonato Brasileiro – Série B: 2005
- Campeonato Gaúcho: 2006